# Adzsantai barlangtemplomok

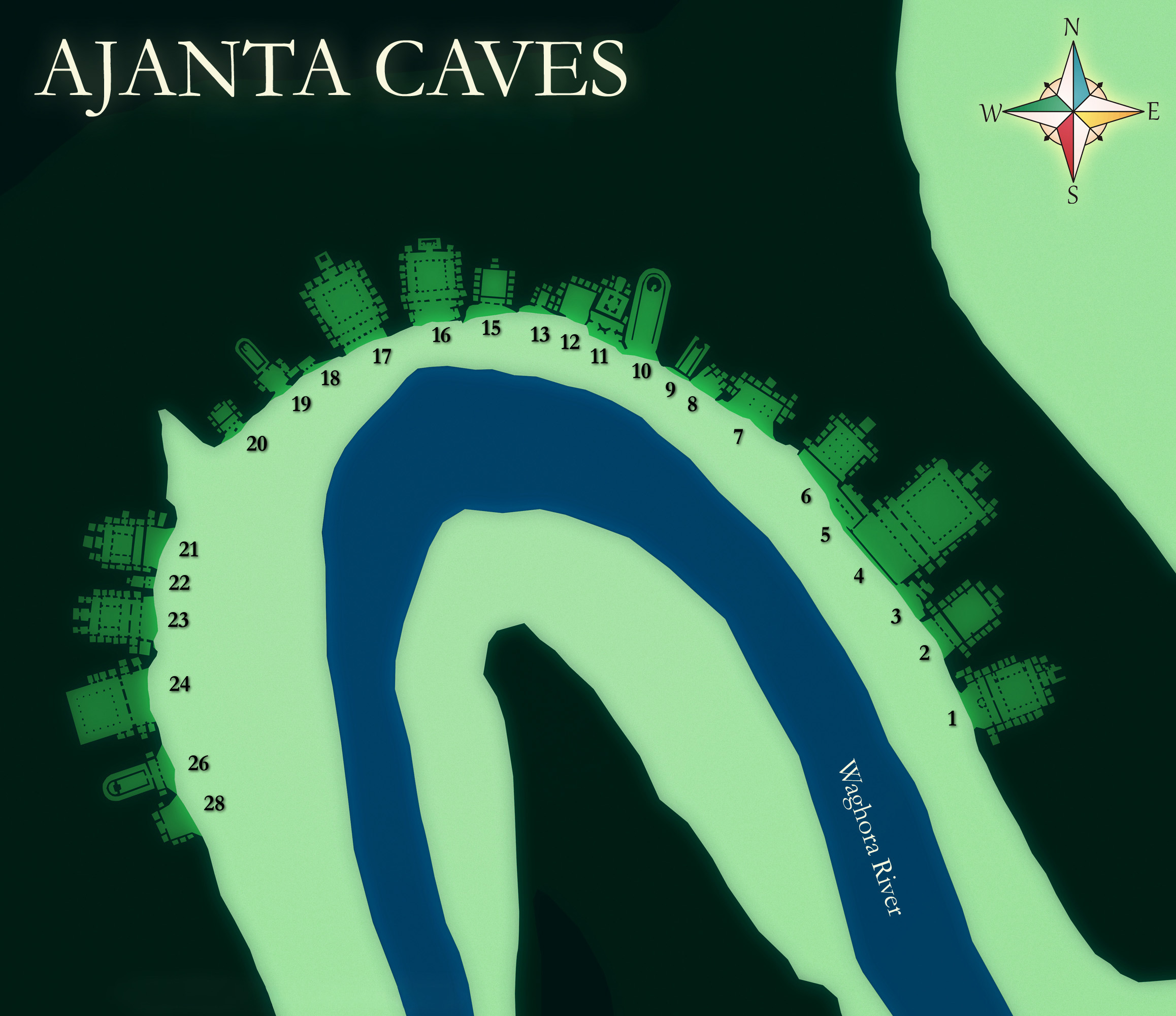
A barlangok elhelyezkedése

Az adzsantai barlangtemplomokat (maráthi: अजिंठा लेणी; IAST: Ajiṇṭhā leni; magyaros átírásban: adzsintha leni) Indiában, Mahárástra államban, a Vághúra folyó patkó alakú kanyarulatát körbeölelő sziklafalakba vájták az i. e. 2–1. és az i. sz. 5–6. század környékén. A 29 kivájt barlangból 4 buddhista szentélyt (csaitja) és 25 kolostort (vihára) alakítottak ki. A barlangegyüttes a 7. század folyamán, a buddhizmus háttérbe szorulásával párhuzamosan elnéptelenedett, és 1819-ig rejtve is maradt. Ekkor brit katonák bukkantak rá, majd megkezdődött feltárása. Ennek során számos jó állapotban lévő freskó és szobordíszítés került felszínre, melyeket kiemelkedő művészi színvonaluk még értékesebbé tesz. Az UNESCO 1983-ban mint kulturális helyszínt vette fel a világörökségi listára.

## Elhelyezkedése
A barlangtemplomok Mahárástra államban, Aurangábádtól 107 km-re északra találhatók. Nevét a közeli településről, a 12 km-re fekvő Adzsantáról kapta.
A 29 barlangot a Dekkán-fennsík nyugati részén, a Vághúra folyó patkó alakú kanyarulatát követő sziklákba vájták. Mintegy hetvenhat méter magasan alakítottak ki egy utat a hegy oldalába, ahonnan a barlangok nyílnak. Mindegyiktől lépcső vezetett a folyóhoz, illetve a különböző szinteken lévő barlangokat is lépcsők kötötték össze. Maradványaik ma már csak helyenként láthatók. A kivájt barlangok buddhista templomok: négy szentély (csaitja vagy csaitjagriha)) és 25 kolostor (vihára vagy szanharáma), amelyeket az i. e. 2. század és i. sz. 6. század között vájtak a sziklákba.
Az UNESCO 1983-ban mint kulturális helyszínt vette fel a világörökségi listára ((I), (II), (III), (VI)).

## A barlangtemplomok jellemzői
A buddhista építészet egyik jellemző templomformája – a sztúpa mellett – a sziklába vájt, többhajós kialakítású barlangtemplom, azaz a csaitja. Az i. e. 2. század környékén a buddhizmus államvallás lett (hínajána irányzat), így az építményektől elvárták, hogy azok jellemzőikben kövessék a vallás uralkodó szerepét. Ekkor tértek át a fa építményekről az időtállóbb anyag alkalmazására, a monumentális terek kialakítására. Korábban a fából készült csaitják bazilikális elrendezésű, dongával fedett épületek voltak. Technika és tapasztalat hiányában ezt nem tudták kőből kivitelezni, így a boltozatokat barlangok kivájásával alakították ki. A főhajó apszisban végződik, aminek közepén egy faragott, immár szimbolikus sztúpa áll. A hajdani csaitjákra a fabordák emlékeztetnek, valamint a díszítés nélküli oszlopok és a mellékhajók fala, melyek enyhén befelé dőlnek, mint a fa építményeknél. Ugyancsak erre utal a kudu, azaz a bejárat felett, a pillérek közé épített tetőablak, melyet vakablakok sora szegélyez.
Mivel a főhajóba csak a papok léphettek be, az oldalhajók itt valójában egyfajta körfolyosók, hogy a hívek körbe tudják járni a sztúpát anélkül, hogy belépnének oda. Időszámításunk kezdetére már létrejött a gyakorlat a barlangtemplomok kialakítására, így például eltűntek a faszerkezetből fennmaradt szerkezeti elemek, harmonikusakká váltak az arányok, az oszlopok feje és talapzata díszítést kapott. Az i. sz. 5. és 6. században, vagyis a buddhizmus késői, mahájána irányzat korszakában, már kifejezetten gazdagon díszítették a csaitjákat, az oszlopokat más-más díszítő motívumokkal látták el. Jelentősen megnőtt a Buddha-szobrok száma, és a korábbi, szimbolikus szerepet betöltő sztúpa is egyre inkább szobrászati alkotássá vált.
Ugyanez a változás figyelhető meg a vihárák, vagyis a kolostorok kialakításánál is. A hínajána buddhizmus korszakában ezek rendkívül egyszerűek voltak: a dísztelen központi csarnok három oldalán cellákat alakítottak ki a szerzetesek számára. A mahájána buddhizmus virágzása alatt a kolostorok vallási szerepe megváltozott (a szerzetesekből papok lettek, a vihárák átvették a szentélyek egyes funkcióit), és ezzel együtt a barlang képe is átalakult: a csaitjákhoz hasonlóan előcsarnokot alakítottak ki a bejárat és a középső csarnok közé; a falakat domborművekkel, falfreskókkal gazdagon díszítették.
Maga az építkezés folyamata fordítva, vagyis felülről lefelé haladt. Először a sík homlokzatot alakították ki, amelyre felvázolták a leendő formákat, majd a boltozat tetejének vonalában kezdtek el befelé vájni, a csarnok, illetve a hajók teljes mélységéig. Csak ezt követően haladtak lefelé, a padló szintjéig. Egy-egy csarnokot néhány évtizedig vájtak, faragtak, méghozzá közös munkával, a kor adta egyszerű eszközökkel, így az egyes barlangokhoz nem kötődnek építészek nevei. Ezért kiemelkedő az elvégzett munka egységesen magas színvonala, stílusa, kimunkáltsága.
Az adzsantai barlangokat is a fenti két különböző időszakban vájták, egy részüket az i. e. 2. és 1. században, a hínajána buddhizmus elterjedésekor, míg a többit az i. sz. 5–6. században, a Gupta Birodalom regnálása, a mahájána irányzat virágzása alatt.
A régészek többsége szerint az első építési időszakban a 10., 12., 8., 9., 13., és a 15. számú, míg a másodikban az 1., 6., 7., 11., 16., 17., 19., 23., 2., 4., 5., 20., 26. és a 27. barlang készült el. A barlangok közül a 9., 10., 19., 26. és 29-es számúak templomok (csaitják), míg a többi kolostor (vihára).
A barlangrendszerben az i. e. 2. és i. sz. 6. század között szerzetesek éltek, valamint monszun idején menedéket nyújtott a rászorulóknak. A 7. század közepe táján a helyet elhagyták a szerzetesek, és többségükben az egyre erősödő ellorai buddhista közösséghez csatlakoztak. A 7. század végére a buddhizmus vezető szerepe véget ért, és a következő században tovább hanyatlott, míg végleg háttérbe nem szorult. A barlangok elnéptelenedtek és 1819-es felfedezésükig rejtve maradtak. Ennek ellentmondani látszik a 26. barlangban található felirat, miszerint a barlangot még a 8-9. században is használták. 1819-ben John Smith, a 28. Királyi Lovasezred tisztje fedezte fel a barlangokat vadászat közben. Ekkorra ezek már szinte be voltak temetve, a falfestések javarészt megrongálódtak, és csak ezt követően, a brit uralom idején tárták fel tervszerűen a helyszínt. A 19. század második felében Robert Grill angol festőművész és tanítványai is másolatokat készítettek a festményekről, de mindegyikük munkája tűzvész áldozatául esett. 1920-ban Adzsanta akkori uralkodója belefogott a barlangok helyreállításába, de ez inkább csak károkat okozott.

## Díszítések

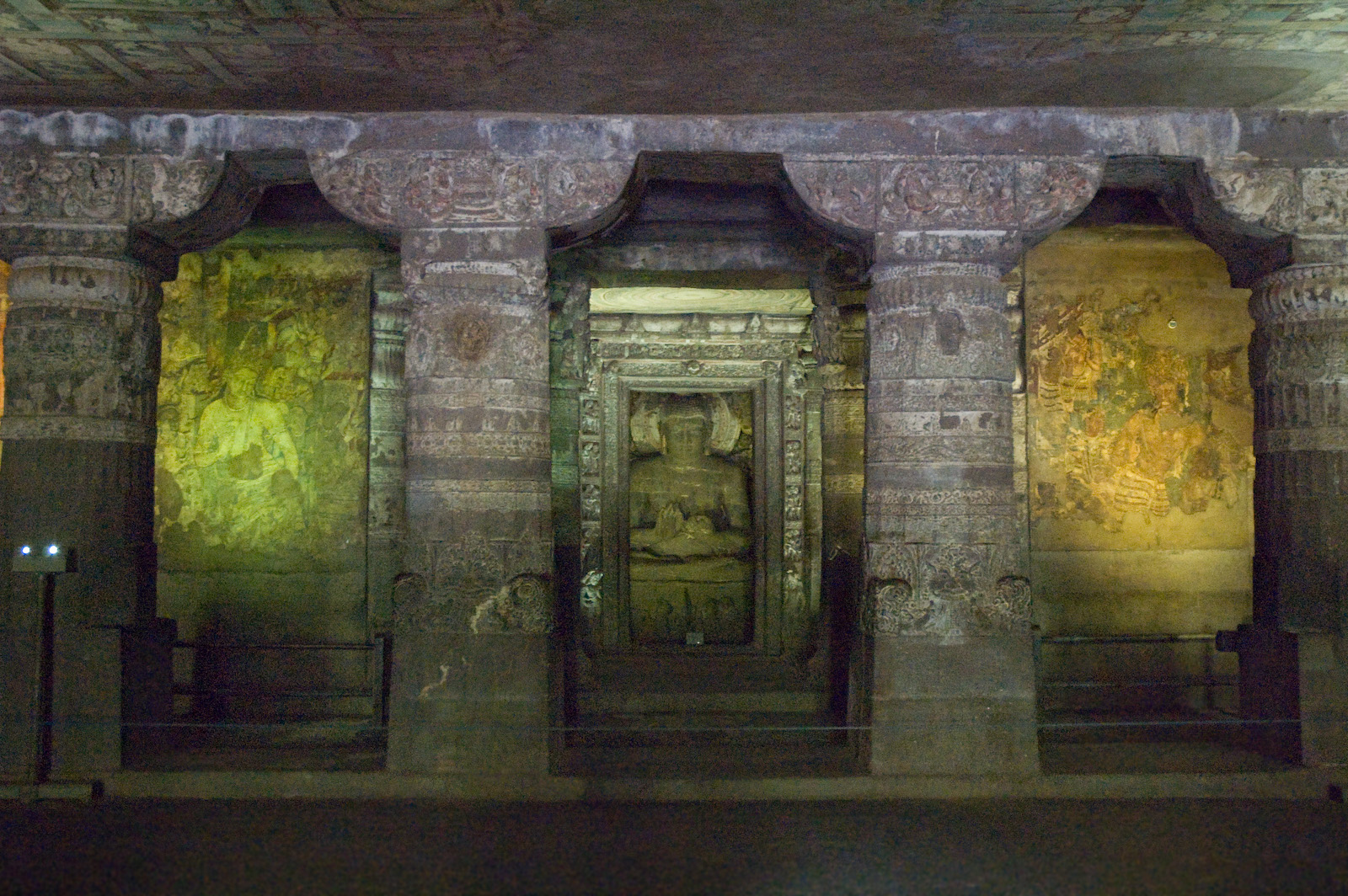
1. számú barlang

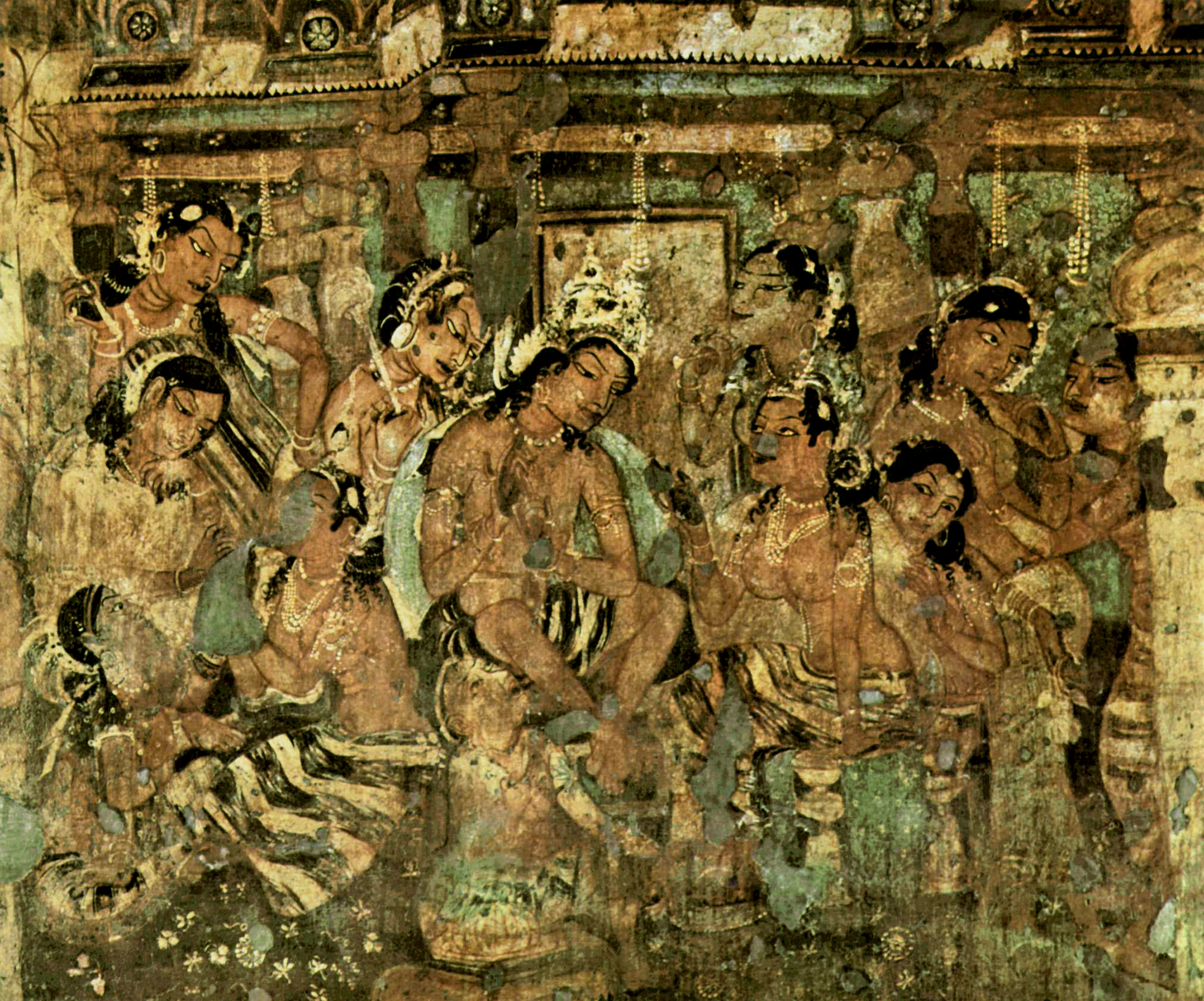
1. számú barlang, egy dzsátaka ábrázolása

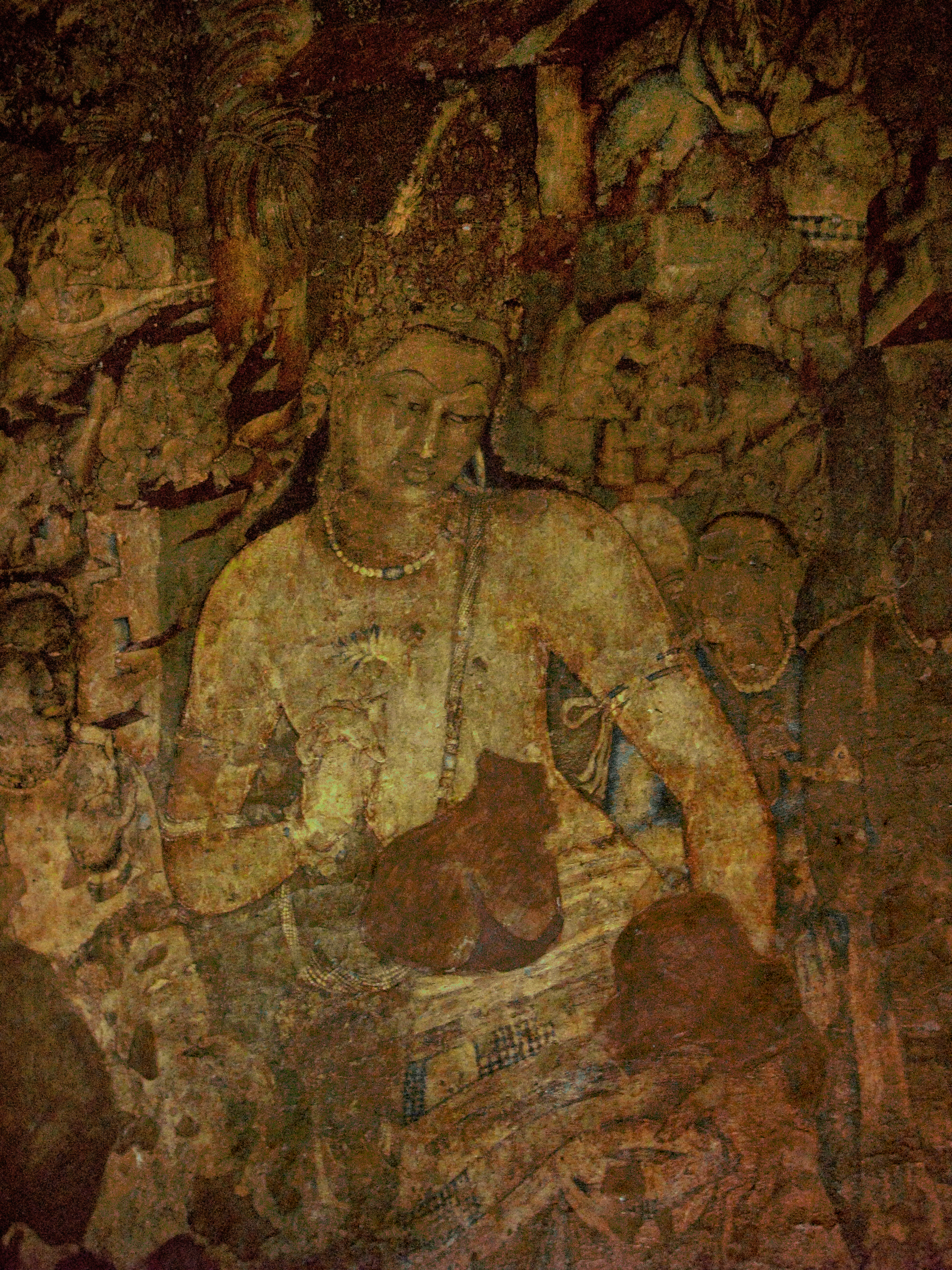
1. számú barlang, Padmapáni bodhiszattva

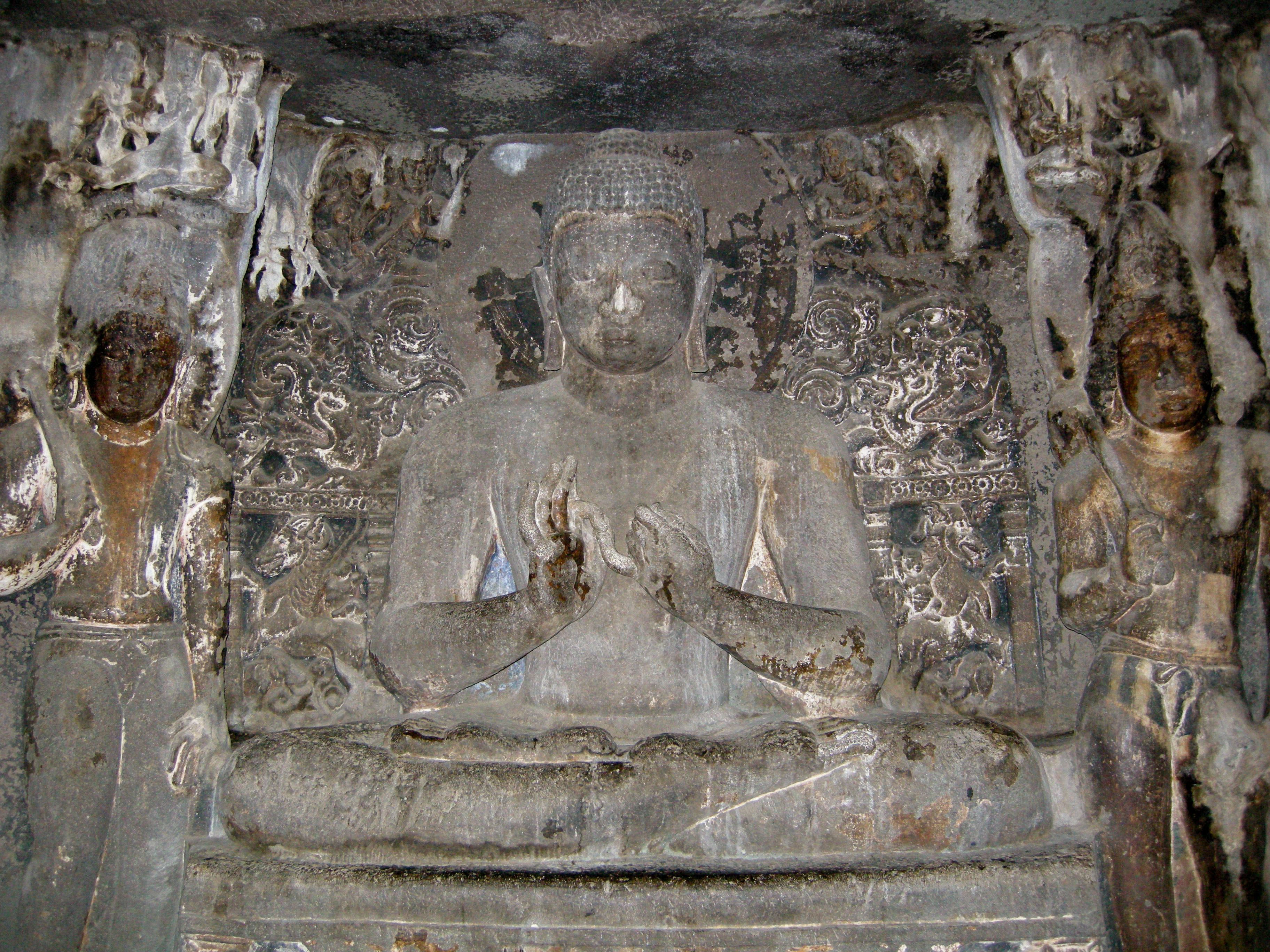
Buddha-szobor a 6. számú barlangban

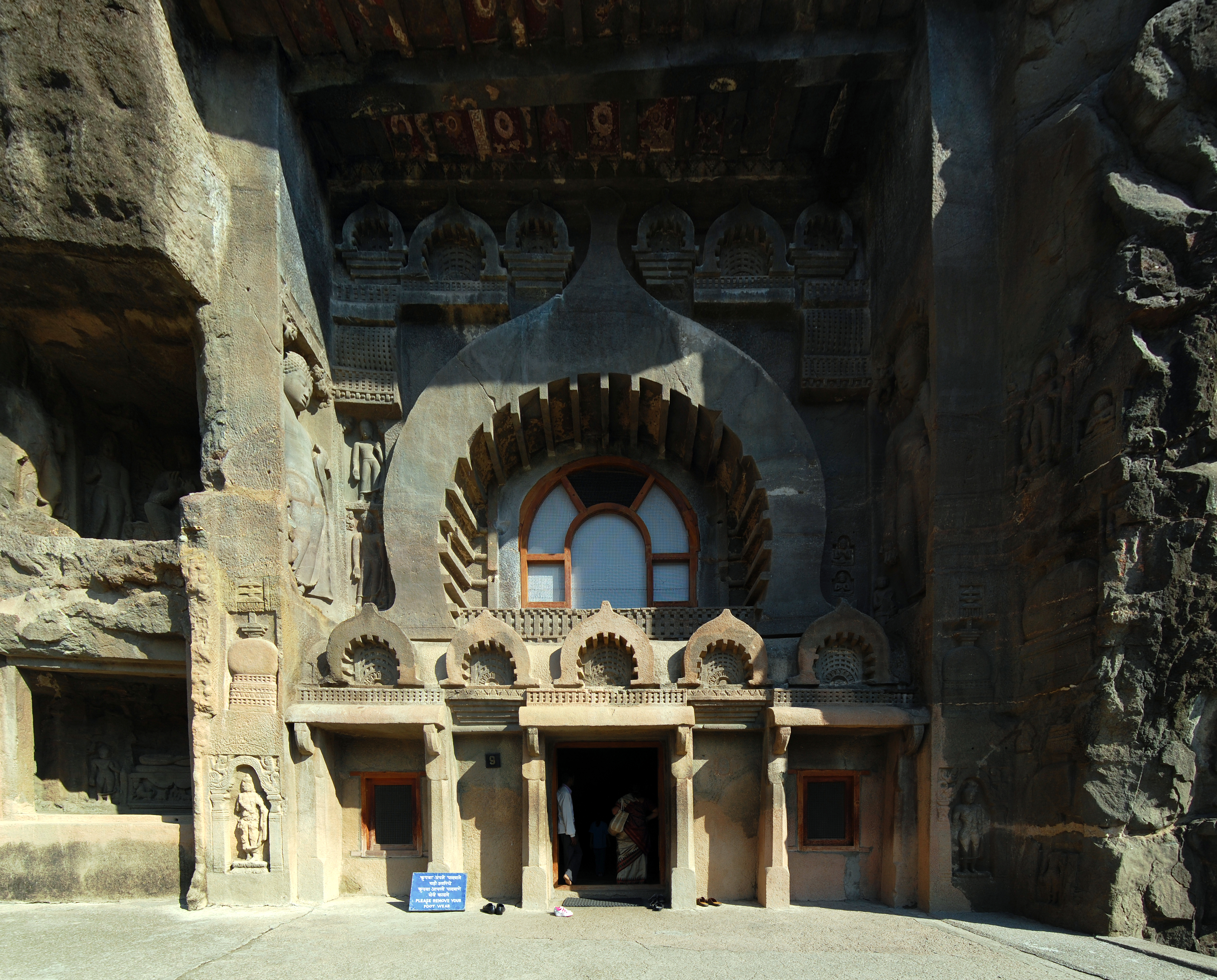
A 9. számú barlang bejárata

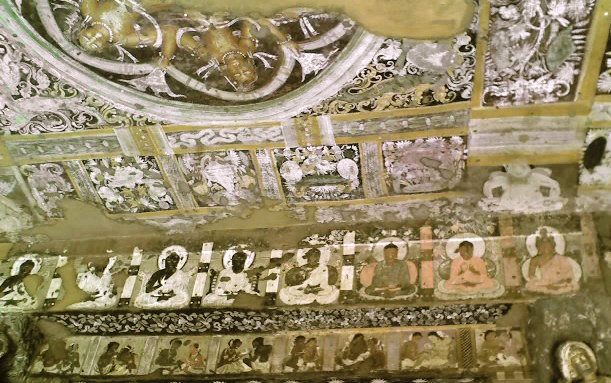
A 17. barlang bejárata előtti mennyezet díszítése

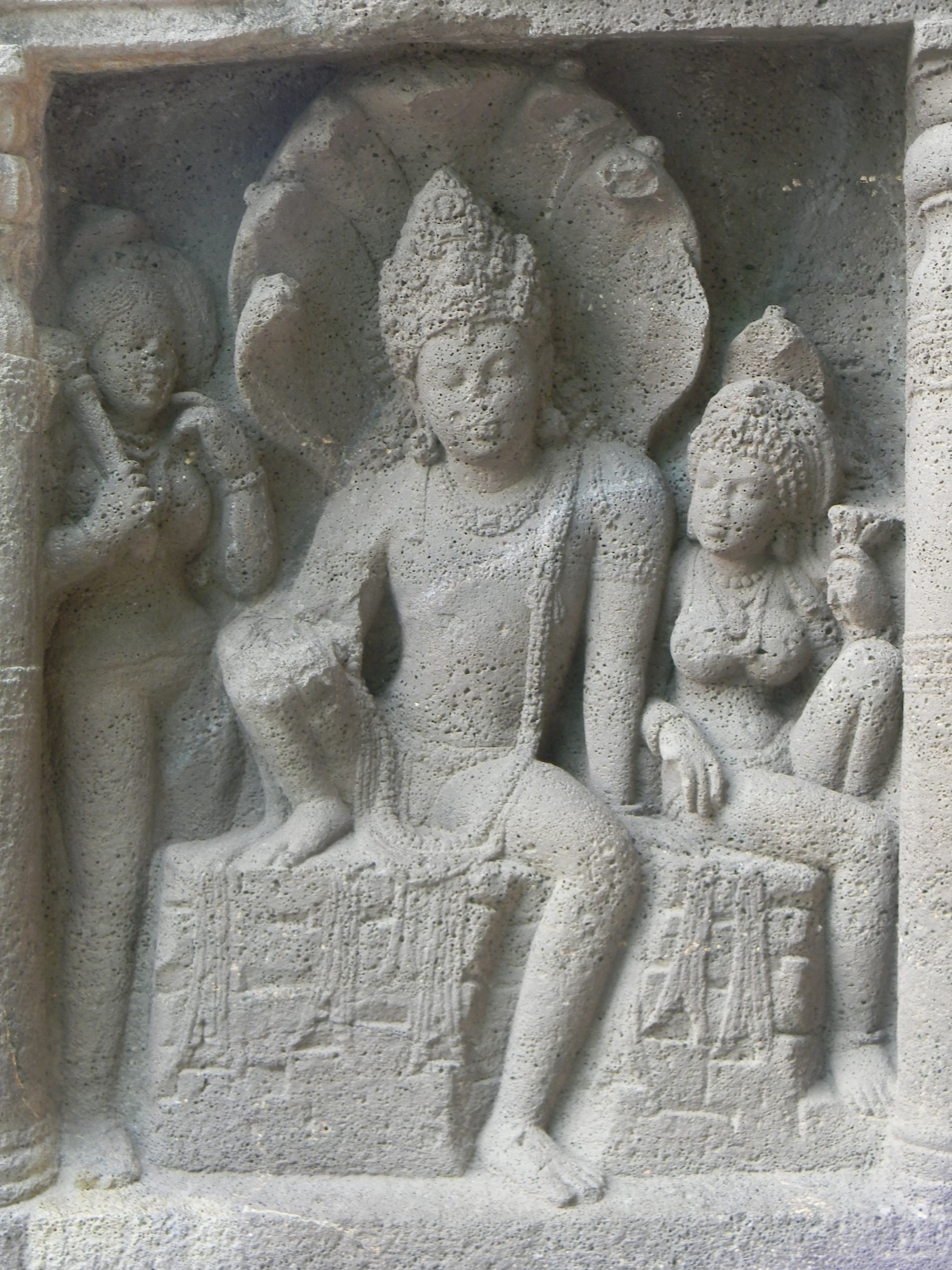
Visnu és Laksmi domborművön a 19. számú barlangban

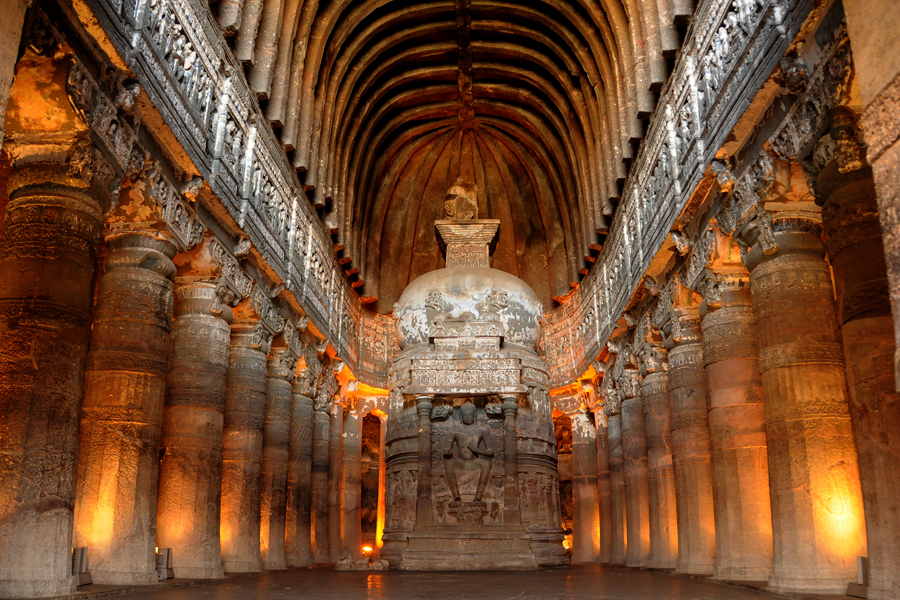
Oszlopos csarnok sztúpával a 26. számú barlangban

Az első barlangcsarnokok keletkezésekor a díszítések (szobrok, festmények) még jellemzően csak az előtérre vagy a homlokzatokra korlátozódtak, és önálló szerepet játszottak, míg a Gupta-korszak idején, amikor a barlangépítészet maga is a csúcspontjára ért, a díszítések is művészi fokra emelkedtek, a plasztikák tökéletes összhangba kerültek az épületekkel, gazdagságuk ellenére az épületek egyensúlyt, nyugodtságot sugallnak. A csarnokok dekorációja is gazdagodott: az oszlopfők kiképzése, valamint a pillérek felett kialakított fülkékben Buddhák vagy inkarnációk szobrai sorakoznak. Buddha alakját, a megszokott lótuszüléssel ellentétben, leeresztett lábszárakkal ábrázolták, és az oszlopokon is megjelentek addig nem alkalmazott minták: csigavonal, párhuzamosok.
A falfestmények tekintetében azért különlegesek az adzsantai leletek, mivel Indiában máshol nem maradtak fenn ilyen méretű és összefüggő felületű alkotások. A legtöbb értékelhető lelet az 1., 2., 16. és 17. csarnokban került feltárásra, és az indiai művészet legszebb ilyen alkotásai.
Bár a festés technikája más, mint az eredeti itáliai freskóké, a szakértők ezeket is freskóknak nevezik, mivel itt is nedves felületen dolgoztak. A falfelületet a festéshez előkezelték: először 3–20 milliméter vastagon "bevakolták" agyag, kőpor, tehéntrágya, növényi rost keverékkel, majd száradás után vékony mészréteggel vonták be, amit nedvesen tartottak. Erre vörössel felvázolták a leendő kompozíciót, majd természetes eredetű, zöldessárga festékanyaggal átfestették az egészet. Erre az alapra vitték fel a további színeket, majd feketével kontúroztak és árnyékoltak, enyvvel rögzítették. A festékek alapanyaga között volt vörös okker, téglapor, korom, zöldszikla-por és réz-oxid is. A kutatások kiderítették, hogy a nagy kompozíciókat felvitel előtt minden bizonnyal egy kartonra vázolták fel, és onnan másolták át a falra. Ennek az volt a technikája, hogy a minták mentén kilyuggatták a kartont, és a lyukakon keresztül szénport vagy hasonló jelzőanyagot dolgoztak a falra. Ezt a technikát a későbbiekben még sokáig alkalmazták Indiában.
A barlangok festményei egyrészt Buddha és inkarnációinak, a (bódhiszattváknak) útját mutatják be a megvilágosodásig, másrészt buddhista meséket (Dzsátaka mesék, amely Buddha bodhiszattváinak születéstörténeteiből merít) mondanak el az akkori mindennapi életből vett jelenetekkel és környezettel együtt, nem kerülve az erotikus témákat sem. A festmények kompozíciója többnyire túlzsúfolt. A Buddha-ábrázolások jól mutatják annak változását: eleinte csak szimbólumokkal helyettesítették, majd a későbbi barlangokban már alakos megjelenítése a jellemző. A buddhizmus hínajána irányzata idején ugyanis tiltották Buddha ábrázolását és személyére csak jelképekkel utaltak. Ezzel szemben a mahájána irányzat Buddhát is istenként tisztelte — hasonlóan a brahmanizmushoz — és Buddha alakja részévé vált a liturgiának.
Az alkotások kiemelkedő művészi színvonalúak, melyek között egyaránt megtalálhatók magasztos, kegyetlen, erotikus, vagy titokzatos történetek. Az alakok, Buddhán kívül, zenészek, égi táncosok, nők és démonok. Ezek hátteréül szolgálnak a különféle növények és állatok megjelenítései. Érdekesség, hogy a 4-5. században készült festmények alkotói hindu művészek voltak, holott akkoriban a barlangokban mintegy 200 buddhista szerzetes élt.

## Barlangok
1. A második szakaszban, feltehetően a 4–5. században kivájt vihára, amelynek alapterülete 35,7×21,6 méter.[16] A szerzetesek számára 14 cellát alakítottak ki, ezen kívül előcsarnokból, központi teremből és szentélyből áll, valamint egy nyitott veranda is tartozik a kolostorhoz. Homlokzatát hat, faragásokkal teli oszlop és egy nagyméretű Buddha-szobor díszíti. A barlang belsejében négytestű, egyfejű szarvast formázó oszlop található. A festmények egészen jó állapotban maradtak fenn, és több dzsátakát[17] is elmesélnek. Ilyen Sibi király története, aki egy galambot mentett ki egy sólyom karmai közül úgy, hogy a galamb életéért a saját húsából adott a sólyomnak cserébe. Az előcsarnokban is fennmaradtak falfestmények, azok Buddha életéből mutatnak be részleteket. A hátsó folyosón további bodhiszattvákat ábrázoltak, egyikük Padmapáni[18] a meditáló bodhiszattva feleségével, valamint Vadzsrapáni,[19] aki gazdagon felékszerezve látható. Az előbbi ábrázolást művészi technikája és színvonala miatt Michelangelo és Correggio munkáihoz hasonlítják.[20]
2. A 6. században alakították ki ezt az impozáns vihárát, melynek mérete 35,7×21,6 méter. Szerzetesi cellákból, szentélyből és oszlopos mellékoltárból áll. Kiemelkedő jelentőségű a kialakított dongaboltozat, a tizenkét díszes oszlop, valamint az a lótuszvirág-díszítés, ami a falak felületét borítja. A Buddha-szentély melletti mellékoltárokba két jaksa (őrzőisten) szobrát is kifaragták. Itt a falfestmények Buddha utolsó újjászületését mutatják be. Ebben Majádévi, Buddha anyja jósló álmot lát, miszerint nagyszerű fia fog születni, míg a másik képen az újszülött már Indrával, az istenek királyával sétál.[12]
3. Befejezetlen vihára, melyből csak az oszlopos veranda előkészítő vájási munkálatait végezték el.
4. A legnagyobb méretű vihára (alapterülete 35,08×27,65 méter, a 6. század első feléből. Főleg szobrairól híres, melyek közül az egyik egy férfit és egy nőt ábrázol, amint azok megvadult elefánt elől menekülnek. A mennyezet egykori lávafolyam maradványait őrzi.
5. Szintén befejezetlen kolostorbarlang, amelynek díszes bejáratot faragtak.
6. Kétszintes vihára (alapterülete 16,85×18,07 méter), melynek alsó szintjén található egy csarnok, egy oszlopos csarnok, valamint a fő szentély, míg az emeletet egy csarnok, a szerzetesi cellák és mellékcellák, és egy újabb szentély alkotja. Mindkét szentélyt az imádkozó Buddha szobra díszíti. A festmények közül kiemelkedik a Szaraszvati csodái, valamint a Mára megkísértése.
7. A 15,55×31,25 méteres vihára, mely magában foglal egy szentélyt, egy téglalap alakú, nyitott csarnokot, valamint két robusztus és nyolcszögletű oszlopokkal megtámasztott, hosszúkás csarnokot, melyhez nyolc szerzetesi cella kapcsolódik. Itt is az imádkozó Buddha alakja található meg a szentélyben. Szravaszti csodáinak témáját szobrokba faragták.
8. Befejezetlen vihára, mely a feltételezések szerint elsőként épülhetett, a legalacsonyabban helyezkedik el a hegyoldalban. Bejáratának nagy része egy földcsuszamlás alkalmával semmisült meg.
9. Félköríves formájú csaitja (18,24×8,04 méter), melyet feltehetően az i. e. 2. században vájtak, és egészen a 6. századig alakították, díszítették. A központi csarnoktól 23 oszlop választja el az oldalhajót, ahol egy sztúpa található. A barlang belső kiképzése jól mutatja a faszerkezetű templomok hatását. Buddha három szituációban is látható: a központi szobor adományként kapott ruházatban ábrázolja, míg a másik kettő tanítás közben mutatja. Mindhárom szobornak fontos eleme egy díszes napernyő, amely a spirituális felsőbbség jelképe.
10. Egy 30,5×12,2 méteres csaitja, feltételezhetően a legrégebbi a csaitják közül, mivel a homlokzatán lévő felirat szerint az i. e. 2. században végezték a munkálatokat.[20] 1819-ben ezt a barlangot pillantotta meg először John Smith.[16] A főhajót a két oldalhajótól 39 darab nyolcszögletű oszlop választja el. A sztúpa a félköríves szentélyben található. A festménydíszítések két időszakban készültek, egy részük az i. e. 2. századra, a többi az i. sz. 4–6. század közé datálható. Az előbbi időszakban keletkezettek két dzsátakát mesélnek el, míg a későbbiek Buddhát ábrázolják.
11. A 19,87×17,35 méteres vihára keletkezését az 5. század elejére teszik a szakértők. A csarnokhoz hat cella, az oszlopos verandához négy cella és szentély kapcsolódik. A sztúpa itt befejezetlen maradt. A falfestmények száma kevés, Buddhát és bodhiszattvákat ábrázolnak.
12. A vihára mérete 14,9×17,82 méter. A hátsó falon található felirat szerint az i. e. 2–1. században kivájt barlang egy kereskedő ajándéka. Az elülső fala leomlott. A kapcsolódó 12 cella ajtó feletti részét ablakszerű motívumokkal díszítették.
13. Egy apró vihára, melynek építését az első időszakra teszik. A csarnok három oldalán összesen hét cellát alakítottak ki. Érdekessége, hogy a fekvőhelyeket is a sziklából formázták meg.
14. Egy befejezetlen vihára az előbbi felett egy szinttel, melynek mérete 13,43×19,28 méter.
15. Vihára (19,62×15,98 méter), melynek oszlop nélküli csarnokához nyolc cella, előcsarnok, szentély és oszlopos veranda tartozik. A szobordíszítések Buddhát mutatják be különféle testhelyzetekben. A feltárások azt mutatják, hogy eredetileg a barlangot festményekkel díszítették.
16. A 19,5×22,25 méteres vihárában talált felirat szerint a barlang létrejötte a Vakataka-dinasztiabeli Hariséna királynak köszönhető az 5. század végén. A kolostor központi csarnokát három oldalról 14 cella veszi körül. A Buddha-szentély falfestményeinek témája csatlakozik a 2. számú barlangéhoz: folytatódik Buddha születésének története.
17. Egy bráhmi felirat szerint ennek a barlangnak a keletkezése is Hariséna király időszakára tehető, annak egy hűbérese vájatta a vihárát, melynek mérete 34,5×25,63 méter. A nagy csarnokhoz 17 cella kapcsolódik, a szentélyben Buddha-kép látható. A legtöbb freskó ebben a barlangban található, amelyek alig rongálódtak meg az idők során. Az ábrázolt alakok között feltűnnek közép-ázsiai ruházatú és vonású emberek is, ami a korra jellemző kereskedelmi és kulturális kapcsolatok meglétére utal. Az előcsarnokban romantikus helyzetek elevenednek meg: mennyei nőalakok, szerelmeskedő párok, Buddha elefántszelídítés közben. A barlang belsejében, az előbbi képhez kapcsolódva, az elefánt alakban megjelenő bodhiszattva egy elefántcsorda élén halad. A történet szerint egyik felesége királynőként született újjá, és bosszúból egy vadásszal akarta megszereztetni az elefánt alakjában élő Buddha agyarait. A vadász nem járt sikerrel, végül a bodhiszattva önként adta oda azokat. A feleség szíve ennek láttán megszakadt. Más történetek is megelevenednek a festményeken, az egyik legszebb, melyet az olasz reneszánszhoz szoktak hasonlítani az Anya és gyermeke a Buddha előtt című kép, mely Buddhát koldus álruhában mutatja be.[21]
18. A vihára egy 3,38×11,66 méter alapterületű, négyszögletes helyiségből és ahhoz kapcsolódó cellából áll.
19. A szentélykamra (csaitjagriha) keletkezése az 5. század második felére tehető. Azt feltételezik, hogy ez a barlang szolgált szentségtárolóként. A barlangok közül az itteni főhajó a legkiemelkedőbb díszítettségű: az oszlopokat gazdag Buddha- és bodhiszattva-ábrázolásokkal borították. Újszerű a homlokzat Buddha-ábrázolása, mert nem a megszokott ülésmódban, hanem leeresztett lábakkal mintázták meg.
20. A 16,2×17,91 méteres vihára egy oszlopok nélküli csarnokból, cellákból, szentélyből és oszlopos verandából áll. Keletkezését 450–525 közé teszik. Az itteni szentélyben az imádkozó Buddhát helyezték el. A fő Buddha-alak mellett hét másik megformázása is megtalálható. Egy bráhmi felirat alapján feltehetően az adakozások csarnokának szerepét is betöltötte a barlang.[12]
21. A 28,56×28,03 méteres kolostor tizenkét oszlopos csarnokát ugyanannyi cella veszi körbe. Ezen kívül itt is megtalálható a szentély és az oszlopos veranda. A 12 cellából négynek saját oszlopos előtere van. A szentélyben a prédikáló Buddha alakját helyezték el, és ez a motívum jelenik meg a fellelt festményeken is.
22. Ez a 12,72×11,58 méteres vihára részben befejezetlen. Megtalálható az oszloptalan csarnok, a szentély és a veranda, de a négy cellát már nem fejezték be. Itt is Buddha-ábrázolásokat találtak, úgy megfaragva, mint festményen.
23. Befejezetlen kolostor, melynek mérete 28,32×22,52 méter. Oszlopok nélküli csarnokból, szentélyből, az oldalsó cellákhoz tartozó előszobából és oszlopos verandából áll. Az oszlopok és a támpillérek gazdag díszítésűek.
24. Befejezetlen vihára (29,3×29,3 méter), ugyanakkor a második legnagyobb barlang.
25. A 11,37×12,24 méteres vihára oszlopok és szentély nélküli csarnokból, és oszlopokkal erősített verandából áll, melyet egy szinttel feljebb elhelyezkedő udvarrész zár le. Itt a cellák nem a csarnokból, hanem a veranda végéből nyílnak, de mindössze kettő.
26. Egy nagy méretű csaitja (25,34×11,52 méter), melyet az 5-6. században vájhattak a patkó délnyugati részébe. Felépítése meglehetősen hasonlít a 19-es barlangéhoz, de ennek díszítettsége jóval gazdagabb. A templom végébe egy sztúpát emeltek, amelyen található Buddha-dombormű a szokásoktól eltérően nyugatra néz. Más dombormű részleten, a Buddhát övező alakok között Vadzsrapáni bodhiszattva is megtalálható, amely nevét pálcájáról, a vadzsráról kapta. A barlang bejáratához közel látható a fekvő Buddha alakja, amely abban a pillanatban örökíti meg, amikor a nirvánába jut (parinirvána szobor).
27. Kétszintes kolostor, amely négy szerzetesi cellából, egy előtérből és egy szentélyből áll, az előző csaitjához tartozhatott eredetileg, de a felső szint részben beomlott. A szentélyben a tanító Buddhát ábrázolták.
28. Befejezetlen kolostor, csak az oszlopos veranda kialakításáig jutottak el az építők.
29. Befejezetlen csaitja, melynek mérete 22,8×12,84 méter lett volna, de már a vájási munkálatok elején abbahagyták építését. Ez a barlang helyezkedik el a tengerszint felett a legmagasabban, a 20. és a 21. barlang között.